# Рыжавка (Винницкая область)
Рыжавка (укр. Рижавка) — село, входит в Жмеринский район Винницкой области Украины.
Население по переписи 2001 года составляло 260 человек. Почтовый индекс — 23142. Телефонный код — 4332. Занимает площадь 2400 км².

## Местный совет
23142. Село Потоки  (укр.)